# Copa Billie Jean King de 2025
A Copa Billie Jean King de 2025 é a 62ª edição do mais importante torneio entre países do tênis feminino.

## Formato
O caminho das Finais passou por mudanças substanciais. O qualificatório trocou os jogos avulsos pela fase de grupos – são seis sedes com três equipes cada em abril.
A fase final reduziu as equipes de doze para oito, mantendo o formato eliminatório. Shenzhen foi anunciada como sede dessa etapa até 2027, o que garante a China como pré-classificada.
A identidade visual foi alterada, pensando em quem empresta nome ao torneio. Usa o Billie Blue, tom icônico do vestuário da atleta ao longo da carreira, e o vibrante azul petróleo. A palavra Cup foi escrita pela própria Billie Jean King em Bounce Yellow, evocando a bola de tênis e transmitindo a sensação de movimento e energia.

## Finais

### Qualificatório
| Grupo A | Grupo A |
| ------- | ------- |
| Japão   |         |
| Equipe  | CDC     |
| Canadá  | 1       |
| Roménia |         |
| Japão   |         |

| Grupo B | Grupo B |
| ------- | ------- |
| Chéquia |         |
| Equipe  | CDC     |
| Chéquia | 2       |
| Espanha |         |
| Brasil  |         |

| Grupo C        | Grupo C |
| -------------- | ------- |
| Eslováquia     |         |
| Equipe         | CDC     |
| Eslováquia     | 3       |
| Estados Unidos |         |
| Dinamarca      |         |

| Grupo D     | Grupo D |
| ----------- | ------- |
| Austrália   |         |
| Equipe      | CDC     |
| Austrália   | 4       |
| Cazaquistão |         |
| Colômbia    |         |

| Grupo E | Grupo E |
| ------- | ------- |
| Polônia |         |
| Equipe  | CDC     |
| Polónia | 5       |
| Suíça   |         |
| Ucrânia |         |

| Grupo F       | Grupo F |
| ------------- | ------- |
| Países Baixos |         |
| Equipe        | CDC     |
| Grã-Bretanha  | 6       |
| Alemanha      |         |
| Países Baixos |         |